# Softbol na Universíada de Verão de 2007
O softbol na Universíada de Verão de 2007 foi disputado no Softball Stadium da Srinakharinwirot University e no Softball Field da Thammasat University em Banguecoque, Tailândia entre 11 e 17 de agosto de 2007. Foi um dos cinco esportes opcionais desta edição indicados pela Federação Nacional de Esportes Universitários (National University Sports Federation - NUSF) do país organizador.

## Medalhistas
Essas foram as medalhistas do softbol na Universíada de Verão de 2008:
| Evento   | Ouro       | Prata            | Bronze    |
| -------- | ---------- | ---------------- | --------- |
| Feminino | CAN Canadá | TPE Taipé Chinês | JPN Japão |

## Resultados
Esses foram os resultados do softbol na Universíada de Verão de 2007:

### Fase preliminar
|  | Equipe qualificada para 2ª fase                   |
|  | Equipe qualificada para disputa do 9º e 10º lugar |

Grupo A
| Posição |                   | CAN  | TPE  | ITA  | THA | RSA  | Jogos | V | D | % V/D | C+ | C- |
| ------- | ----------------- | ---- | ---- | ---- | --- | ---- | ----- | - | - | ----- | -- | -- |
| 1       | CAN Canadá        | –    | 6-0  | 9-0  | 9-0 | 15-0 | 4     | 4 | 0 | 1,000 | 39 | 0  |
| 2       | TPE Taipé Chinês  | 0-6  | –    | 7-2  | 7-0 | 18-2 | 4     | 3 | 1 | 0,750 | 32 | 10 |
| 3       | ITA Itália        | 0-9  | 2-7  | –    | 5-4 | 17-0 | 4     | 2 | 2 | 0,500 | 24 | 20 |
| 4       | THA Tailândia     | 0-9  | 0-7  | 4-5  | –   | 7-0  | 4     | 1 | 3 | 0,250 | 11 | 21 |
| 5       | RSA África do Sul | 0-15 | 2-18 | 0-17 | 0-7 | –    | 4     | 0 | 4 | 0,000 | 2  | 57 |

Grupo B
| Posição |                    | KOR | USA | AUS | JPN | CZE | Jogos | V | D | % V/D | C+ | C- |
| ------- | ------------------ | --- | --- | --- | --- | --- | ----- | - | - | ----- | -- | -- |
| 1       | KOR Coreia do Sul  | –   | 6-5 | 4-3 | 2-1 | 6-0 | 4     | 4 | 0 | 1,000 | 18 | 9  |
| 2       | USA Estados Unidos | 5-6 | –   | 3-0 | 3-2 | 3-1 | 4     | 3 | 1 | 0,750 | 14 | 9  |
| 3       | AUS Austrália      | 3-4 | 0-3 | –   | 2-0 | 3-1 | 4     | 2 | 2 | 0,500 | 8  | 8  |
| 4       | JPN Japão          | 1-2 | 2-3 | 0-2 | –   | 7-0 | 4     | 1 | 3 | 0,250 | 10 | 7  |
| 5       | CZE Chéquia        | 0-6 | 1-3 | 1-3 | 0-7 | –   | 4     | 0 | 4 | 0,000 | 2  | 19 |

### Disputa do 9º e 10º lugar
| 15 de agosto | 10:00 | Chéquia | 15 – 0 | RSA África do Sul |

### 2ª fase
Grupo C
| 15 de agosto | 16:30 | Canadá         | 9 – 2 | USA Estados Unidos |
| 15 de agosto | 9:00  | Itália         | 0 – 2 | JPN Japão          |
| 16 de agosto | 9:00  | Estados Unidos | 1 – 9 | JPN Japão          |

Grupo D
| 15 de agosto | 16:30 | Coreia do Sul | 0 – 6  | TPE Taipé Chinês |
| 15 de agosto | 11:30 | Tailândia     | 1 – 14 | AUS Austrália    |
| 16 de agosto | 11:30 | Coreia do Sul | 2 – 3  | AUS Austrália    |

### Final
|  | Semifinais | Semifinais       | Semifinais |   |  | Final preliminar (bronze) | Final preliminar (bronze) | Final preliminar (bronze) |  |                  | Medalha de ouro | Medalha de ouro | Medalha de ouro |
|  |            |                  |            |   |  |                           |                           |                           |  |                  |                 |                 |                 |
|  |            | CAN Canadá       | 2          |   |  |                           |                           |                           |  |                  |                 |                 |                 |
|  |            | TPE Taipé Chinês | 1          |   |  |                           |                           |                           |  |                  |                 | CAN Canadá      | 5               |
|  |            |                  |            |   |  | TPE Taipé Chinês          | 7                         |                           |  | TPE Taipé Chinês | 4               |                 |                 |
|  |            |                  | JPN Japão  | 0 |  |                           |                           |                           |  |                  |                 |                 |                 |
|  |            | JPN Japão        | 3          |   |  |                           |                           |                           |  |                  |                 |                 |                 |
|  |            | AUS Austrália    | 2          |   |  |                           |                           |                           |  |                  |                 |                 |                 |

## Classificação final
| Posição           | Equipe             | Jogos | Vitórias | Derrotas |
| ----------------- | ------------------ | ----- | -------- | -------- |
| Medalha de ouro   | CAN Canadá         | 7     | 7        |          |
| Medalha de prata  | TPE Taipé Chinês   | 8     | 5        | 3        |
| Medalha de bronze | JPN Japão          | 8     | 4        | 4        |
| 4                 | AUS Austrália      | 7     | 4        | 3        |
| 5                 | KOR Coreia do Sul  | 6     | 4        | 2        |
| 6                 | USA Estados Unidos | 6     | 3        | 3        |
| 7                 | ITA Itália         | 5     | 2        | 3        |
| 8                 | THA Tailândia      | 5     | 1        | 4        |
| 9                 | CZE Chéquia        | 5     | 1        | 4        |
| 10                | RSA África do Sul  | 5     |          | 5        |